# Liste der Naturschutzgebiete im Saarpfalz-Kreis
Im Saarpfalz-Kreis gibt es 31 Naturschutzgebiete.
| Name des Gebietes                               | Bild           | Kennung        | WDPA      | Landkreis / Stadt                            | Beschreibung / Bemerkungen | Standort | Fläche in Hektar | Datum der Verordnung |
| ----------------------------------------------- | -------------- | -------------- | --------- | -------------------------------------------- | -------------------------- | -------- | ---------------- | -------------------- |
| Badstube Mimbach                                | weitere Bilder | NSG-N-6709-301 | 555521669 | Saarpfalz-Kreis                              |                            | Position | 9,48             | 24.06.2016           |
| Baumbusch bei Medelsheim                        |                | NSG-N-6809-305 | 555579390 | Saarpfalz-Kreis                              |                            | Position | 475,90           | 16.01.2015           |
| Bickenalbtal                                    |                | NSG-N-6809-301 | 555638658 | Saarpfalz-Kreis                              |                            | Position | 171,00           | 13.10.2017           |
| Bliesaue zwischen Blieskastel und Bliesdalheim  | weitere Bilder | NSG-N-6709-302 | 555595841 | Saarpfalz-Kreis                              |                            | Position | 198,11           | 20.11.2015           |
| Böckweiler Wald                                 |                | NSG-123        | 555734423 | Saarpfalz-Kreis                              |                            | Position | 58,00            | 20.04.2007           |
| Closenbruch                                     | weitere Bilder | NSG-N-6610-301 | 555595838 | Saarpfalz-Kreis                              |                            | Position | 81,5             | 13.11.2015           |
| Ehemaliges Kalkbergwerk                         |                | NSG-126        | 555734425 | Saarpfalz-Kreis                              |                            | Position | 76,00            | 20.04.2007           |
| Felsbachtal                                     | weitere Bilder | NSG-067        | 163043    | Saarpfalz-Kreis                              |                            | Position | 11,00            | 25.04.1992           |
| Himsklamm                                       |                | NSG-N-6809-307 | 555579392 | Saarpfalz-Kreis                              |                            | Position | 59,00            | 16.01.2015           |
| In den Drecklöchern                             |                | NSG-125        | 389607    | Saarpfalz-Kreis                              |                            | Position | 23,00            | 10.10.2008           |
| Jägersburger Wald/Königsbruch                   | weitere Bilder | NSG-109        | 329466    | Saarpfalz-Kreis                              |                            | Position | 638,00           | 20.08.2004           |
| Kalbenberg-Süd                                  |                | NSG-119        | 555734419 | Saarpfalz-Kreis                              |                            | Position | 31,00            | 20.04.2007           |
| Kirkeler Bachtal                                |                | NSG-029        | 164100    | Saarpfalz-Kreis                              |                            | Position | 22,87            | 17.10.1986           |
| Kühnbruch                                       | weitere Bilder | NSG-N-6609-304 | 555595836 | Saarpfalz-Kreis                              |                            | Position | 29,00            | 10.07.2015           |
| Lambsbachtal                                    | weitere Bilder | NSG-N-6610-304 | 555632895 | Saarpfalz-Kreis                              |                            | Position | 4,20             | 21.10.2016           |
| Limbacher Sanddüne                              | weitere Bilder | NSG-N-6609-306 | 555521616 | Saarpfalz-Kreis                              |                            | Position | 10,41            | 20.11.2015           |
| Limbacher und Spieser Wald                      |                | NSG-N-6609-301 | 555638650 | Landkreis Neunkirchen, Saarpfalz-Kreis       |                            | Position | 1655,00          | 17.03.2017           |
| Lindenfels                                      |                | NSG-124        | 555734424 | Saarpfalz-Kreis                              |                            | Position | 113,00           | 20.04.2007           |
| Moorseiters                                     |                | NSG-118        | 555734418 | Saarpfalz-Kreis                              |                            | Position | 32,00            | 20.04.2007           |
| Muschelkalkhänge bei Bebelsheim und Wittersheim |                | NSG-N-6808-303 | 555579385 | Saarpfalz-Kreis                              |                            | Position | 197,10           | 16.01.2015           |
| Neuhäuseler Arm                                 | weitere Bilder | NSG-059        | 164795    | Saarpfalz-Kreis                              |                            | Position | 11,00            | 18.12.1990           |
| Neuhäuseler Arm (Erweiterung)                   |                | NSG-059E       | 555588704 | Saarpfalz-Kreis                              |                            | Position | 10,00            | 06.11.1992           |
| Oberwürzbach-Hirschental                        |                | NSG-127        | 555734426 | Saarpfalz-Kreis, Regionalverband Saarbrücken |                            | Position | 98,00            | 10.10.2008           |
| Pfänderbachtal                                  |                | NSG-121        | 555734421 | Saarpfalz-Kreis                              |                            | Position | 45,00            | 20.04.2007           |
| Ritterstal                                      | weitere Bilder | NSG-082        | 165188    | Saarpfalz-Kreis                              |                            | Position | 18,00            | 13.12.1996           |
| Ruhbachtal                                      | weitere Bilder | NSG-042        | 165246    | Regionalverband Saarbrücken, Saarpfalz-Kreis |                            | Position | 37,63            | 17.06.1988           |
| Schwalbaue                                      |                | NSG-080        | 165479    | Saarpfalz-Kreis                              |                            | Position | 15,00            | 05.07.1996           |
| Südlicher Bliesgau/Auf der Lohe                 | weitere Bilder | NSG-108        | 329663    | Saarpfalz-Kreis                              |                            | Position | 1468,00          | 16.04.2004           |
| Taubental                                       |                | NSG-117        | 555734417 | Saarpfalz-Kreis                              |                            | Position | 426,00           | 20.04.2007           |
| Umgebung Gräfinthal                             |                | NSG-N-6808-304 | 555521703 | Saarpfalz-Kreis                              |                            | Position | 54,00            | 26.05.2016           |
| Zwischen Bliesdalheim und Herbitzheim           |                | NSG-N-6809-303 | 555579391 | Saarpfalz-Kreis                              |                            | Position | 124,10           | 16.01.2015           |

Ehemalige Naturschutzgebiete:
| Name des Gebietes              | Bild | Kennung | WDPA   | Landkreis / Stadt                      | Beschreibung / Bemerkungen | Standort | Fläche in Hektar | Datum der Verordnung |
| ------------------------------ | ---- | ------- | ------ | -------------------------------------- | -------------------------- | -------- | ---------------- | -------------------- |
| Im Glashüttental / Rohrbachtal |      | NSG-058 | 163866 | Saarpfalz-Kreis                        |                            | Position | 49,00            | 07.12.1990           |
| Kleberbachtal                  |      | NSG-046 | 164110 | Landkreis Neunkirchen, Saarpfalz-Kreis |                            | Position | 15,42            | 06.01.1989           |
| Schloßhübel                    |      | NSG-066 | 82530  | Saarpfalz-Kreis                        |                            | Position | 6,00             | 03.04.1992           |
| Wacholderberg                  |      | NSG-016 | 82828  | Saarpfalz-Kreis                        |                            | Position | 0,61             | 30.10.1969           |

## Quelle
- Landesamt für Umwelt- und Arbeitsschutz Saarland
- Common Database on Designated Areas Datenbank, Version 14